# 日本口腔検査学会
一般社団法人日本口腔検査学会（にほんこうくうけんさがっかい、Japanese Society for Evidence and the Dental Professional;JSEDP）とは、歯科医療、口腔疾患に関わる検査の開発、臨床への普及などを目的とする専門学術団体の一つである。日本歯科医学会認定分科会.

## 概要
2007年11月に設立された。2015年12月1日現在、会員数371 名、理事長は井上孝。

## 学会誌
- 『日本口腔検査学会雑誌』年1回発刊 ISSN 1883-3888

## 専門認定
- 歯科医師
  - 日本口腔検査学会認定医 46名（2015年11月1日現在）[1]

## 大会等
| 年     | 月日          | 名称                                  | 会長              | 会場                                                          | テーマ                                                     | 参加者数 | 備考                                   |
| ------ | ------------- | ------------------------------------- | ----------------- | ------------------------------------------------------------- | ---------------------------------------------------------- | -------- | -------------------------------------- |
| 2007年 | 11月17日      | 日本口腔検査学会設立総会              | 栗原英美          | 東京国際展示場                                                | EBMがもたらす歯科医療の未来                                | 約120名  | [ 4 ] [ 5 ]                            |
| 2008年 | 8月23日       | 第1回 日本口腔検査学会 総会学術大会   | 井上孝            | 東京歯科大学水道橋校舎血脇記念ホール                          |                                                            | 215名    | [ 6 ]                                  |
| 2009年 | 10月4日       | 第2回 日本口腔検査学会 総会学術大会   | 栗原英見          | 広島大学霞キャンパス                                          | 医歯連携の共通言語を探る！                                 |          | [ 7 ]                                  |
| 2010年 | 9月18日～19日 | 第3回 日本口腔検査学会 総会学術大会   | 安彦善裕          | 北海道医療大学サテライトキャンパス 札幌コンベンションセンター |                                                            |          | 第40回日本口腔インプラント学会同時開催 |
| 2011年 | 8月27日～28日 | 第4回 日本口腔検査学会 総会学術大会   | 石和久            | 東京歯科大学                                                  |                                                            |          | [ 9 ]                                  |
| 2012年 | 8月25日～26日 | 第5回 日本口腔検査学会 総会学術大会   | 福本雅彦          | 日本大学                                                      |                                                            |          | [ 10 ]                                 |
| 2013年 | 9月15日～16日 | 第6回 日本口腔検査学会 総会学術大会   | 斎藤一郎 (歯学者) | 鶴見大学会館                                                  |                                                            |          | ドライマウス研究会共催                 |
| 2014年 | 9月6日～7日   | 第7回 日本口腔検査学会 総会学術大会   | 高柴正悟          | 岡山大学                                                      | ライフステージに応じた口腔検査とその普及を目指して         |          | [ 12 ]                                 |
| 2015年 | 10月3日～4日  | 第8回 日本口腔検査学会 総会・学術大会 | 三辺正人          | 神奈川歯科大学                                                | 糖尿病とその合併症予防を目的とした口腔検査の必要性を考える |          | [ 13 ]                                 |
| 2016年 | 10月1日～2日  | 第9回 日本口腔検査学会 総会・学術大会 | 高田訓            | 奥羽大学                                                      | 口腔検査学のParadigm Shift                                 |          | [ 14 ]                                 |

## 関連事項
- 歯学／歯科
- 口腔外科学／口腔細菌学／口腔病理学／口腔診断学
- 臨床検査科／病理科／臨床検査
- 細菌叢調査／染色 (生物学)